# Київський театр естради
Київський державний театр естради — колишній театр у Києві (1979-1997).

## Історія
Театр заснований у 1979 році. Розміщувався на Подолі м.Києва, в інших приміщеннях.
У 1979—1987 роках театр очолював режисер Віталій Малахов, у 1987—1990 — Матвій Ганапольський, у 1986 - Борис Харитонов, з 1992 - Ігор Афанасьєв, Ігор Шуб..
В театрі ставилися вистави: «Я — Київ», «Ніч чудес», «Зоря та смерть Пабло Неруди», «Шахрай мимоволі», "Серенада сонячної долини" та інші, оригінальні концертні програми.
Гастролювали по Україні та колишніх республіках СССР.
Окрім солістів, в театрі були цікаві дуети, тріо, квартети, квінтети.
Театр припинив діяльність 1997 року.

## Постаті
Солістами театру були:  Віталій Білоножко, Лідія Михайленко, Тетяна Горобець, Юрій Врублевський, Наталія Рожкова, Михайло Фіксман, Світлана Муравицька....